# Dżubanijja
Dżubanijja (arab. جوبانية) – wieś w Syrii, w muhafazie Hims. W 2004 roku liczyła 1857 mieszkańców.